# Sternolispa
Sternolispa es un género de insecto coleóptero de la familia Chrysomelidae.

## Especies
Las especies de este género son:
- Sternolispa brunnea Uhmann, 1948
- Sternolispa corumbana Uhmann, 1948
- Sternolispa nigrohumeralis (Pic, 1927)
- Sternolispa opacicollis (Uhmann, 1935)
- Sternolispa rotundata Uhmann, 1948
- Sternolispa tibialis Uhmann, 1940
- Sternolispa triformis Uhmann, 1935